# إيس نورتن
إيس نورتن (بالإنجليزية: Ace Norton)‏ هو مخرج أمريكي، ولد في 24 مايو 1982 في فينسيا في الولايات المتحدة.